# منذر أبو حلتم

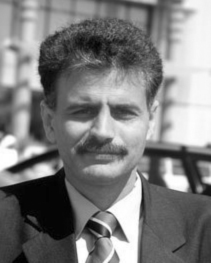
منذر صبحي أبو حلتم

منذر صبحي أبو حلتم، شاعر وقاص فلسطيني، من مواليد عام 1964م في قرية ترقوميا إحدى القرى التابعة لمدينة الخليل في جنوب الضفة الغربية في فلسطين المحتلة.
يحمل الجنسية الأردنية وتلقى في الأردن والخارج تعليمه العالي، وهو عضو في رابطة الكتاب الأردنيين. يعمل حاليا في مجال الاعلام مديرا لتحرير مجلة جازيان الاقتصادية في دولة الكويت. كتب في مجالات الكتابة المختلفة من شعر وقصة ورواية. كما كتب في مجال أدب الأطفال، فكتب في مجال السيناريو المرسوم والصور المتحركة والأناشيد وقصص الأطفال ونشرت أعماله في معظم مجلات الأطفال العربية في الأردن ولبنان ودول الخليج العربي ولندن.
كتب في مجال الأغنية الوطنية الملتزمة، فقدم كلمات اناشيده لعدة فرق فلسطينية من ضمنها فرقة (الشراع) الفلسطينية التي قدمت أعمالها في العديد من دول العالم واصدرت عدة البومات غنائية. نشرت عدة أعمال له ضمن منشورات وزارة الثقافة الأردنية، ومن ضمنها الأناشيد الفائزة في مهرجانات أغنية الطفل. وقدمت هذه الأغاني ولا تزال تقدم على شاشة التلفزيون الأردني وبعض المحطات الإذاعية.

## صدر له
- أراك مرفأي الأخير - شعر، صدر في عمان، الأردن، 1989
- قسما لن ننسى - مجموعة قصصية للاطفال، الأردن، 1991
- هي ليلة أخرى - شعر، الأردنم 1991
- للبحر وجه آخر، الأردن، 1997
- جزيرة الطيور - مجموعة قصصية للاطفال، الأردن، 2003

يعمل حالياً في مجال الإعلام مديراً لتحرير إحدى المجلات الاقتصادية في دولة الكويت.